# Alsógagy
Alsógagy is een plaats (község) en gemeente in het Hongaarse comitaat Borsod-Abaúj-Zemplén. Alsógagy telt 108 inwoners (2001).